# 滋賀県の図書館一覧
滋賀県の図書館一覧（しがけんのとしょかんいちらん）は、滋賀県にある公共図書館の一覧である。

## 県立図書館

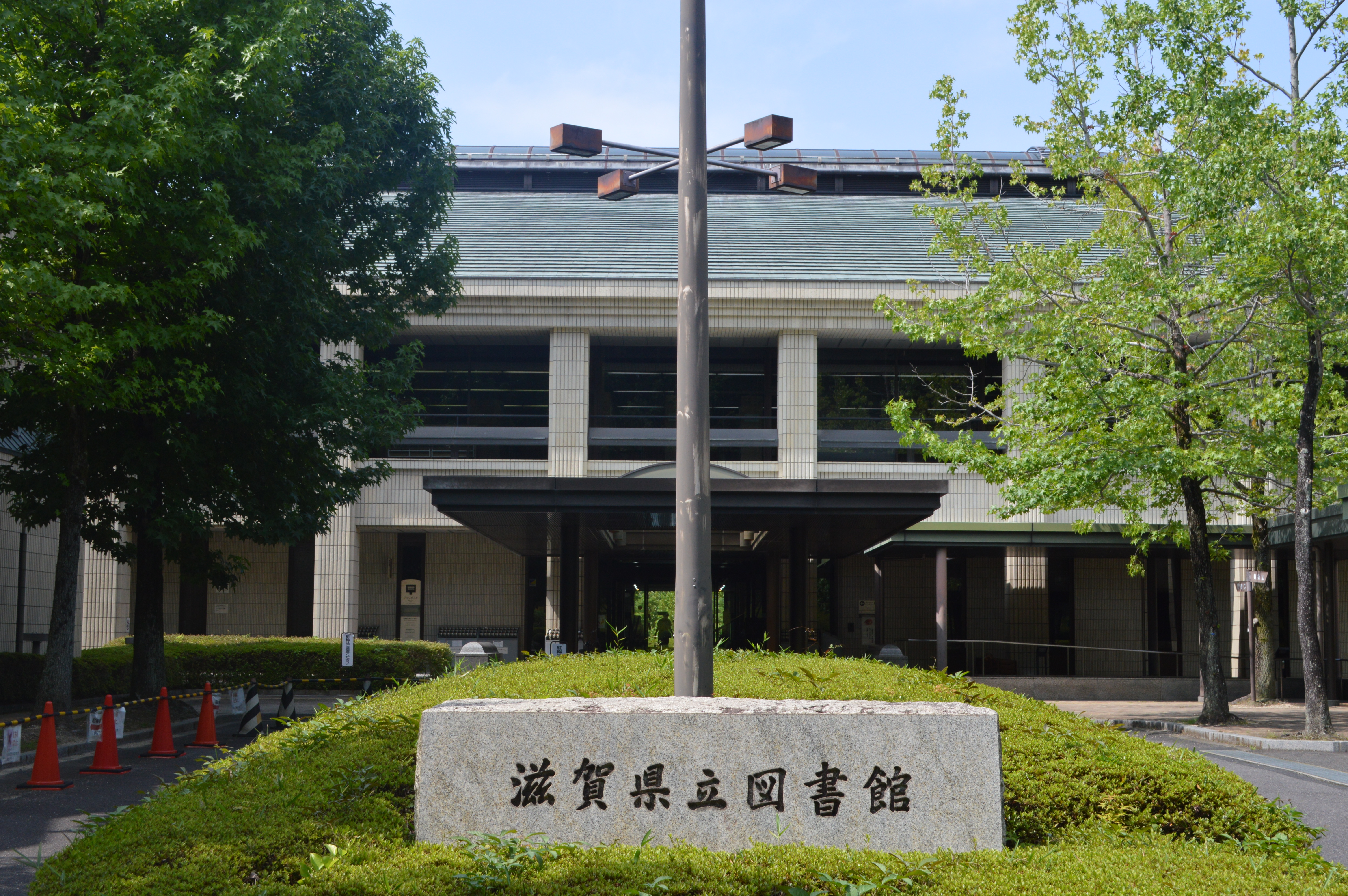
滋賀県立図書館

- 滋賀県立図書館

## 市町村立図書館

### 湖南
- 大津市立図書館
  - 大津市立図書館（本館）
  - 大津市立北図書館
  - 大津市立和邇図書館
- 草津市立図書館
  - 草津市立図書館（本館）
  - 南草津図書館
- 守山市立図書館
- 栗東市立図書館
  - 栗東市立図書館（本館）
  - 栗東市立栗東西図書館
- 野洲図書館
  - 野洲図書館本館
  - 野洲図書館中主分館
- 甲賀市図書館
  - 甲賀市水口図書館
  - 甲賀市土山図書館
  - 甲賀市甲賀図書情報館
  - 甲賀市甲南図書交流館
  - 甲賀市信楽図書館
- 湖南市立図書館

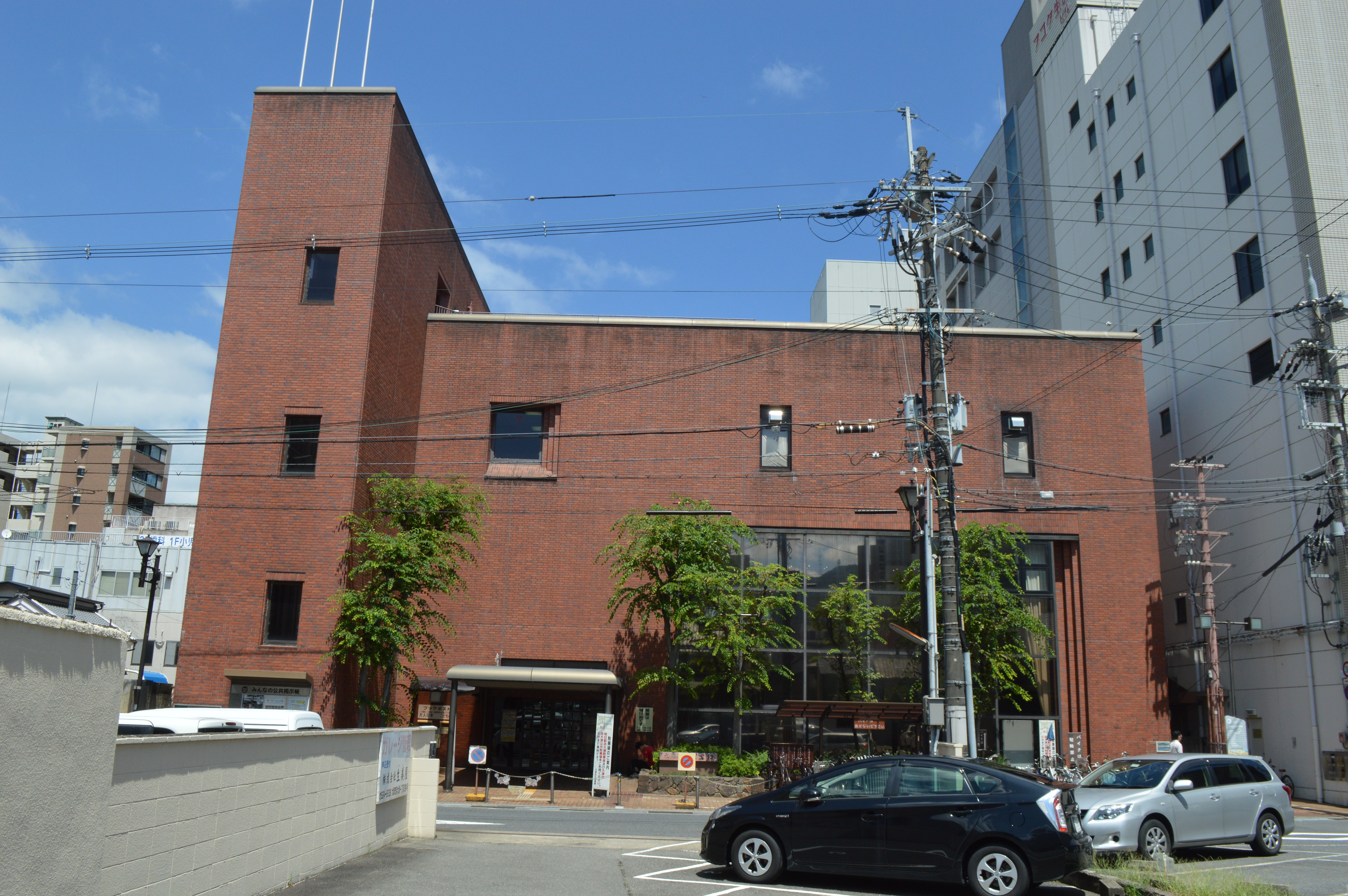
大津市立図書館

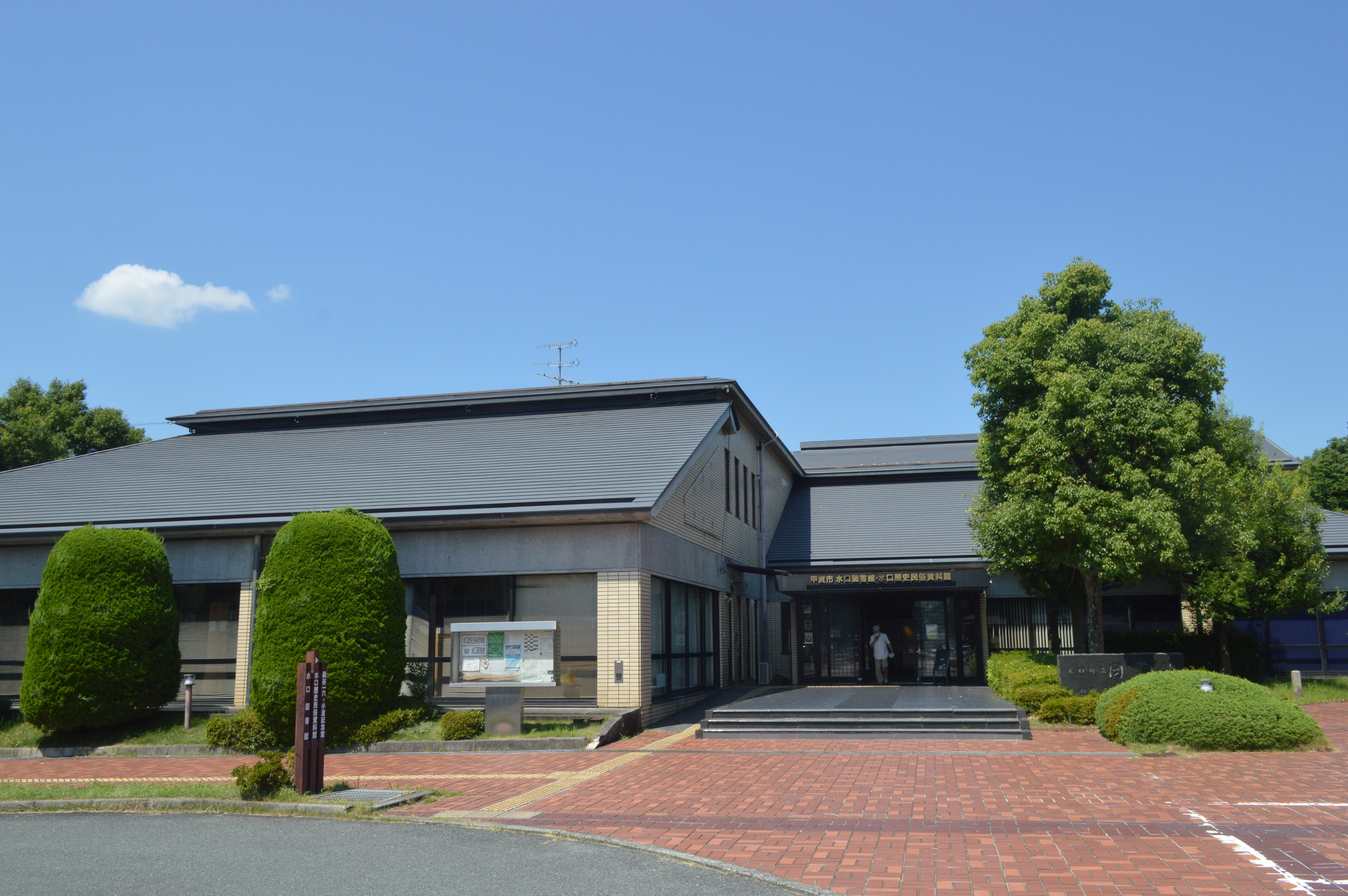
甲賀市水口図書館

  - 湖南市立石部図書館（2024年3月末廃止）[1]
  - 湖南市立甲西図書館

### 湖東

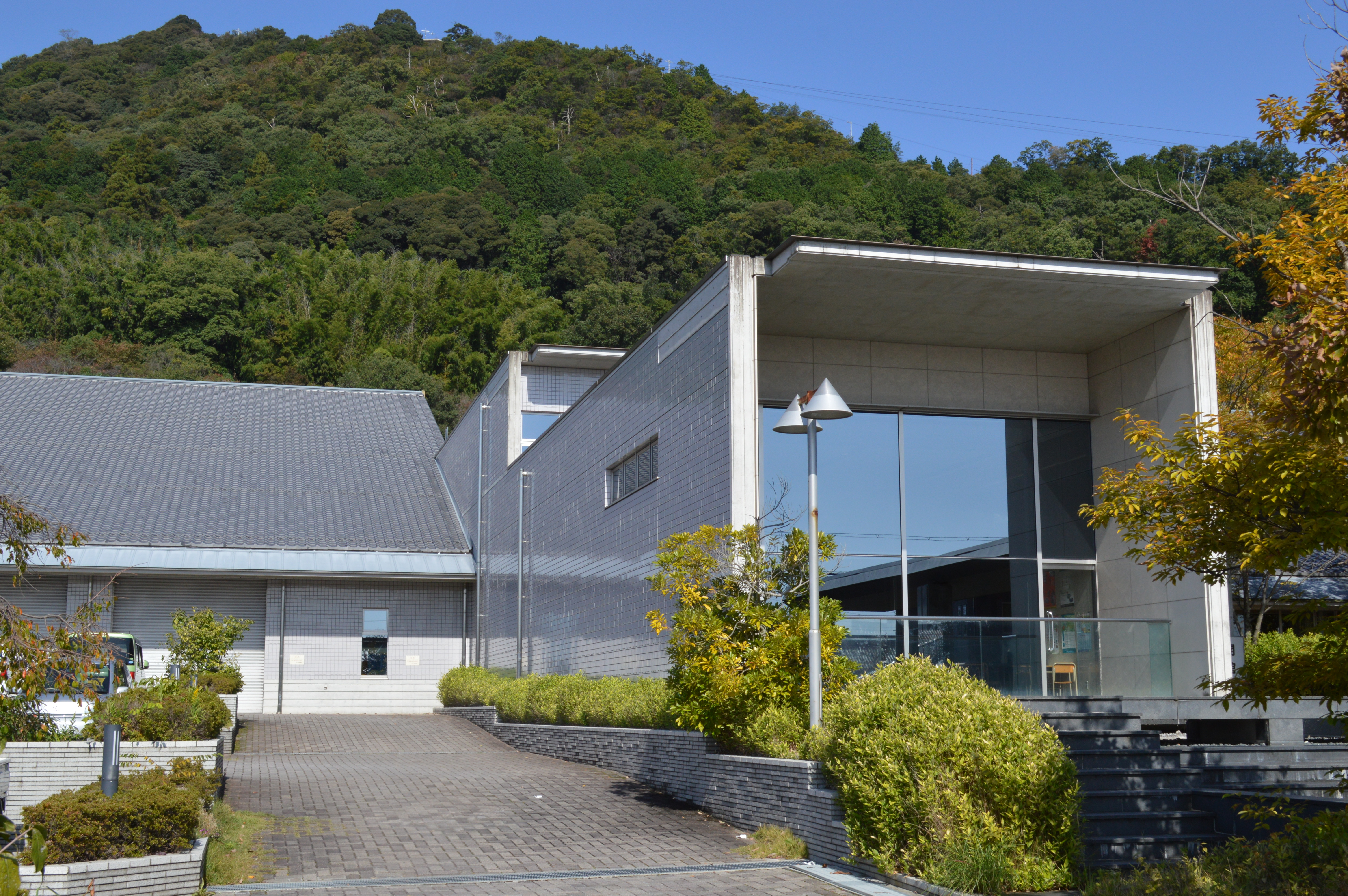
近江八幡市立近江八幡図書館

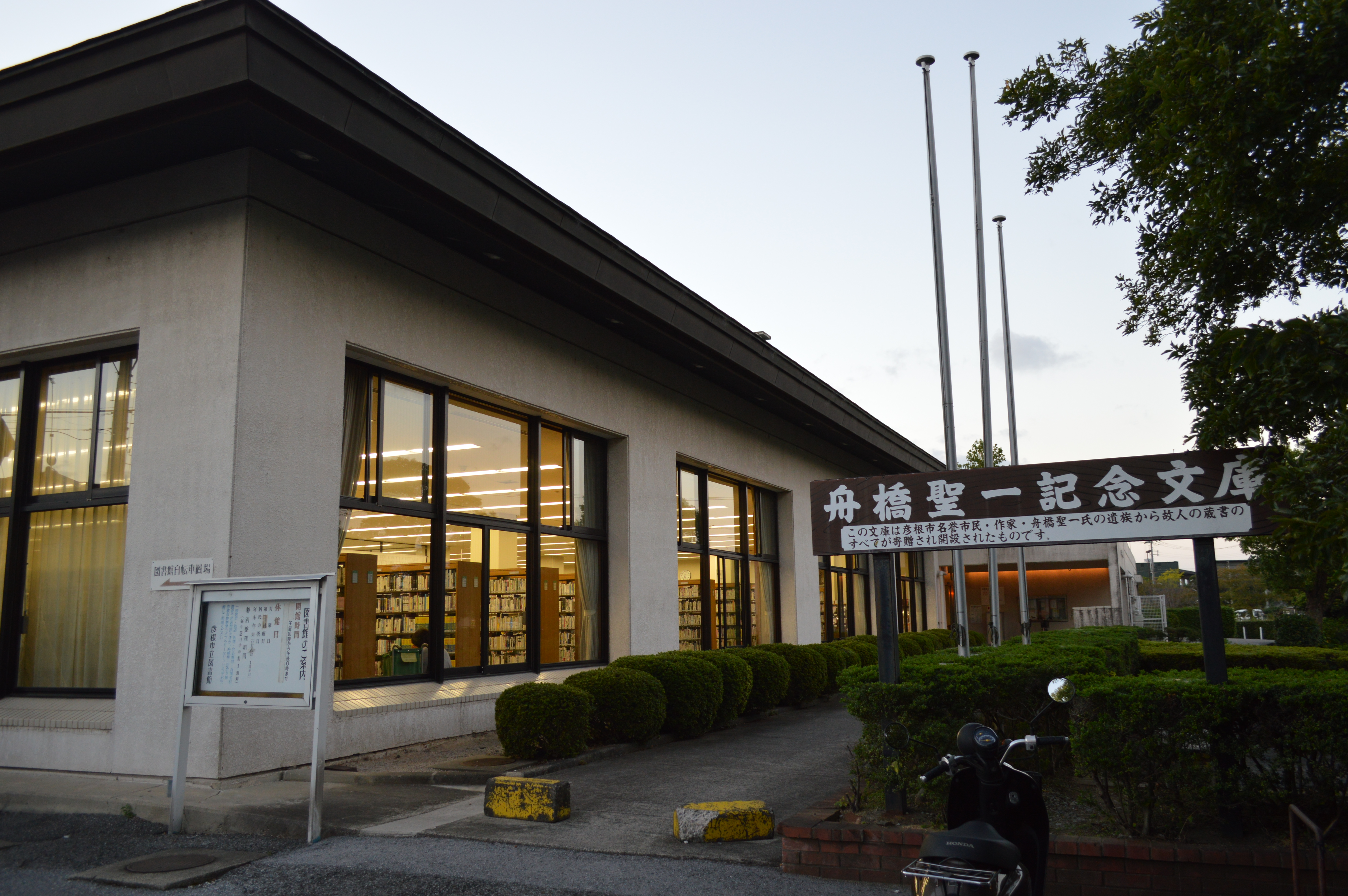
彦根市立図書館

- 近江八幡市立図書館
  - 近江八幡市立近江八幡図書館
  - 近江八幡市立安土図書館
- 東近江市図書館
  - 東近江市立八日市図書館
  - 東近江市立永源寺図書館
  - 東近江市立五個荘図書館
  - 東近江市立愛東図書館
  - 東近江市立湖東図書館
  - 東近江市立能登川図書館
  - 東近江市立蒲生図書館
- 彦根市立図書館

蒲生郡
- 日野町立図書館
- 竜王町立図書館

愛知郡
- 愛荘町立図書館
  - 愛荘町立秦荘図書館
  - 愛荘町立愛知川図書館

犬上郡
- 豊郷町立図書館
- 甲良町立図書館
- 多賀町立図書館

### 湖北

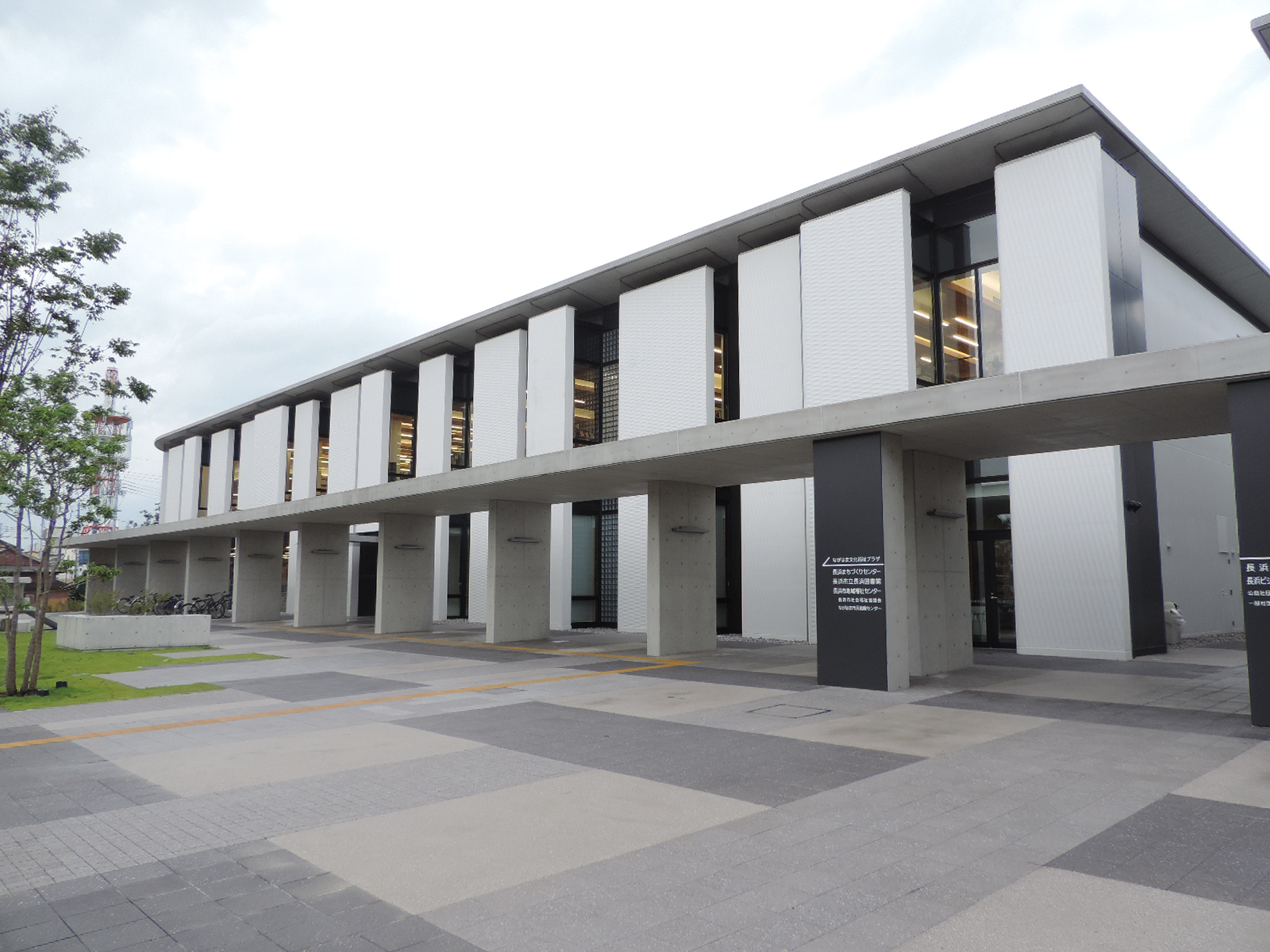
長浜市立長浜図書館

- 長浜市立図書館
  - 長浜市立長浜図書館
  - 長浜市立浅井図書館
  - 長浜市立びわ図書館
  - 長浜市立虎姫図書館
  - 長浜市立湖北図書館
  - 長浜市立高月図書館
- 米原市立図書館
  - 米原市立山東図書館
  - 米原市立近江図書館

### 湖西

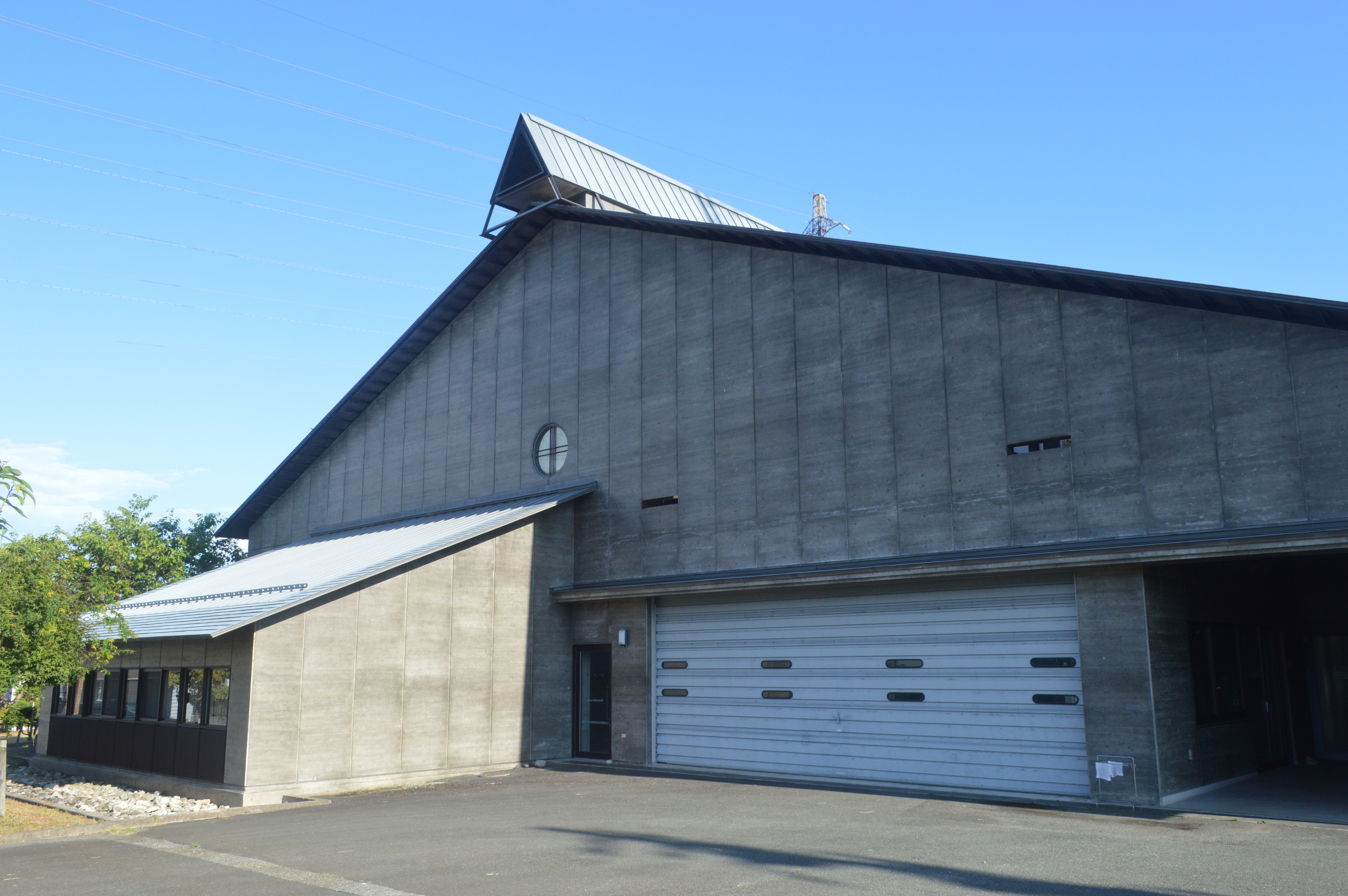
高島市立今津図書館

- 高島市立図書館
  - 高島市立マキノ図書館
  - 高島市立今津図書館
  - 高島市立新旭図書室
  - 高島市立朽木図書サロン
  - 高島市立安曇川図書館
  - 高島市立高島図書室

## その他
- 財団法人江北図書館 - 私設図書館。滋賀県内最古の図書館。
- 人形劇の図書館 - 人形劇の専門図書館。
- 旧水口図書館 - 甲賀市にある登録有形文化財の建築物。1970年まで水口町立図書館として使用されていた。